# Peter Wiersum
Peter Wiersum, né le 1er novembre 1984, est un rameur néerlandais.

## Palmarès

### Jeux olympiques d'été
| Discipline       | Londres 2012 Royaume-Uni |
| ---------------- | ------------------------ |
| Quatre de pointe | 5e(b)                    |

### Championnats du monde
| Discipline | Munich 2007 Allemagne | Ottensheim 2008 Autriche | Poznań 2009 Pologne | Karapiro 2010 Nouvelle-Zélande | Bled 2011 Slovénie | Plovdiv 2012 Bulgarie | Chungju 2013 Corée du Sud | Amsterdam 2014 Pays-Bas | Aiguebelette 2015 France |
| ---------- | --------------------- | ------------------------ | ------------------- | ------------------------------ | ------------------ | --------------------- | ------------------------- | ----------------------- | ------------------------ |
| Huit       | Or(b)                 |                          | Bronze(b)           |                                |                    |                       |                           |                         | Bronze(b)                |

### Championnats d'Europe
| Discipline | Montemor-o-Velho 2010 Portugal | Plovdiv 2011 Bulgarie | Varèse 2012 Italie | Séville 2013 Espagne | Belgrade 2014 Serbie | Poznań 2015 Pologne |
| ---------- | ------------------------------ | --------------------- | ------------------ | -------------------- | -------------------- | ------------------- |
| Huit       |                                |                       |                    | Bronze(b)            |                      |                     |